# Palestra (organización)
Palestra u Organització Nacional de la Joventut Catalana («Organización Nacional de la Juventud Catalana») fue una organización cultural y juvenil de España enmarcada en posiciones nacionalistas catalanas.
Fundada en abril de 1930 por Josep Maria Batista i Roca, este tomó ideas directamente de los sokols de Bohemia y la Polonia austríaca. Combinaría la formación deportiva y el adoctrinamiento patriótico en la infancia. Dentro de Palestra, la ORMICA figuraría como círculo interno militante más reducido controlado por Batista, con el objeto de formar paramilitarmente a la organización.
Pompeu Fabra fue presidente de Palestra hasta la guerra civil, con una breve interrupción tras los hechos de octubre de 1934. Al contrario que Nosaltres Sols!, Palestra participó en 1931 en la campaña a favor de la aprobación del estatuto de autonomía de Cataluña. En 1933 el llamado Club Català se escindiría de Palestra. Tras el inicio de la guerra civil, Palestra abrió negociaciones para unificarse con Estat Català haciendo varias concesiones sustanciales, pero sin frutos a la postre.